# Пумпянский, Дмитрий Александрович
Дми́трий Алекса́ндрович Пумпя́нский (род. 22 марта 1964 года, Улан-Удэ) — российский предприниматель, доктор технических наук, доктор экономических наук, президент Свердловского областного Союза промышленников и предпринимателей (СОСПП), председатель Наблюдательного совета Уральского федерального университета (УрФУ). Заслуженный металлург Российской Федерации (2016).
Из-за поддержки российской агрессии во время российско-украинской войны находится под персональными санкциями Евросоюза, США и ряда других государств.

## Биография
В 1986 году Дмитрий Пумпянский окончил металлургический факультет Уральского политехнического института имени С. М. Кирова (ныне УрФУ) по специальности «металловедение, оборудование и технология термической обработки металлов».
В 1991—2002 годы занимал руководящие должности на крупных металлургических предприятиях Урала: Верх-Исетский металлургический завод, Челябинский металлургический комбинат (ЧМК), Синарский трубный завод.
В 1998 году стал генеральным директором ЗАО «Торговый дом Синарского трубного завода».
В 1999 году избран председателем совета директоров «Синарского трубного завода».
В 2001 стал генеральным директором УК "Группа «Синара».
С 2002 по 2005 год — генеральный директор «Трубной металлургической компании» (ТМК).
С 2005 по 2022 год — председатель совета директоров «Трубной металлургической компании» владелец и председатель ЗАО «Группа „Синара“.
В 2006 году выкупил треть акций ТМК у Андрея Мельниченко и Сергея Попова, став единоличным владельцем этой компании.
В марте 2022 года перестал быть бенефициаром ТМК, бенефициаром группы „Синара“ и покинул её совет директоров, вероятно, в связи с введением против него санкций.

## Научная деятельность
- 2001 год — кандидат технических наук. Тема диссертации — „Упрочняющая обработка высокопрочных титановых сплавов“.
- 2007 год — доктор экономических наук. Тема диссертации — „Формирование и развитие конкурентных преимуществ интегрированных структур в условиях глобализации“. Впоследствии был опубликован ряд работ, посвященных актуальным вопросам экономики, роли технического регулирования, взаимодействия бизнеса и государства.
- 2024 год — доктор технических наук. Тема диссертации — «Научные основы разработки сталей, сплавов и высокоэффективных технологий для производства нефтегазовых и специальных труб нового поколения».[9]
- Научные интересы — экономика металлургии и физика металлов.
- Более 5 лет проработал в УрФУ, занимался преподавательской деятельностью.
- Председатель Наблюдательного совета Уральского федерального университета (с 2010 года).

## Общественная деятельность

Пумпянский и посол Швейцарии в РФ Ив Россье на заводе „Калугапутьмаш“, 4 марта 2020 года

- Вице-президент, член бюро правления Российского союза промышленников и предпринимателей.
- Председатель комитета РСПП по техническому регулированию, стандартизации и оценке соответствия.
- Президент Свердловского областного Союза промышленников и предпринимателей (СОСПП) с 2010 года.
- Член правления Торгово-промышленной палаты РФ.
- Председатель наблюдательного совета Уральского федерального университета с 2010 года.
- Член попечительского совета (заместитель председателя попечительского совета с 2018 года) Российско-Американского совета делового сотрудничества.
- Член наблюдательного совета ассоциации „Русская сталь“.
- Член совета Фонда „Сколково“.[источник не указан 930 дней]
- Председатель попечительского совета Федерации прыжков на лыжах с трамплина и лыжного двоеборья России в 2010—2022 годах и Федерации настольного тенниса России в 2021—2022 годах.
- Член попечительского совета фонда, член совета фонда некоммерческой благотворительной организации „Фонд поддержки олимпийцев России“.
- Член попечительского совета Благотворительного фонда поддержки слепоглухих „Со-единение“[10].
- Член наблюдательного совета Фонда развития промышленности.
- Член попечительского совета Екатеринбургского общественного Научного Демидовского фонда.[источник не указан 930 дней]
- Член попечительского совета Большого театра.[источник не указан 930 дней][11]
- Член наблюдательного совета Мировой металлургической ассоциации.
- Председатель попечительского совета „Екатерининской ассамблеи“.[12].

## Собственность
Являлся акционером Трубной металлургической компании (ТМК) до 2022 года. По состоянию на 2022 год, у ТМК имеются заводы в России, Казахстане и в других странах.

## Экспроприация

### Axioma
Среди прочего, Пумпянскому принадлежала суперъяхта Axioma. Яхта имеет 3D-кинотеатр, двухэтажный салон и акваспуск, ведущий с верхней палубы в море. В 2022 году была задержана в Гибралтаре в рамках санкций, наложенных ЕС на лиц приближенных к Владимиру Путину после российского вторжения на Украину. Верховный суд Гибралтара вынес решение о продаже яхты Axioma с аукциона. Власти Гибралтара арестовали её в марте. Арест санкционировал суд по иску крупнейшего американского банка JPMorgan о взыскании долга с лица, находящегося под санкциями. Axioma может стать первым судном, которое продадут из-за санкций против богатейших россиян. В сентября 2022 года яхту продали с аукциона за $37,5 млн.

## Санкции
Из-за поддержки российской агрессии и нарушения территориальной целостности Украины во время российско-украинской войны находится под персональными международными санкциями разных стран.
С 9 марта 2022 года находится под санкциями всех стран Европейского союза так как он «вовлечен в экономический сектор, обеспечивающий существенный источник дохода для Правительства России, которое несет ответственность за аннексию Крыма и дестабилизацию Украины».
С 5 апреля 2022 года находится под санкциями Канады как «близкий соратник российского режима». С 9 мая 2022 года находится под санкциями Великобритании против российских олигархов и членов их семей. С 2 августа 2022 года находится в санкционном списке Соединенных Штатов Америки «против элиты и компаний, приносящих значительный доход российскому режиму». 7 октября 2022 года попал под санкции Японии «в ответ на псевдореферендумы на оккупированных украинских территориях». Указом президента Украины Владимира Зеленского от 19 октября 2022 находится под санкциями Украины так как «он поддерживает и получает выгоду от сотрудничества с властями Российской Федерации и государственными предприятиями».
По аналогичным основаниям, с 16 марта 2022 года находится под санкциями Швейцарии. С 12 октября 2022 года находится под санкциями Новой Зеландии.
16 ноября 2023 года Дмитрий Пумпянский подал иск, чтобы обжаловать судебные решения Европейского суда общей юрисдикции касательно введённых в отношении бизнесмена санкций. Ранее суд уже один раз отказал Пумпянскому и членам его семьи в удовлетворении подобного иска.     Российский бизнесмен Дмитрий Пумпянский выиграл иск, поданный в Европейский суд общей юрисдикции и касающийся введенных против него санкционных ограничений. Соответствующая резолюция опубликована 26 июня 2024 года на сайте суда.

## Награды и премии
- Звание «Почётный металлург Российской Федерации» (2001 год)
- Медаль ордена «За заслуги перед Отечеством» II степени (3 апреля 2005 года) — за достигнутые трудовые успехи и многолетнюю добросовестную работу[30]
- Премия Правительства Российской Федерации в области науки и техники 2006 года (22 февраля 2007 года) — за разработку технологии, освоение промышленного производства и осуществление широкомасштабных поставок спиральношовных электросварных труб диаметром до 1420 мм для обустройства магистральных трубопроводов[31]
- Благодарность Президента Российской Федерации (4 августа 2010 года) — за заслуги в подготовке и проведении 1 июня 2010 года в городе Ростове-на-Дону скачек на приз Президента Российской Федерации[32]
- Орден Почёта (5 декабря 2010 года) — за большой вклад в развитие металлургической промышленности и многолетний добросовестный труд[33]
- Победитель VI Национальной премии «Директор года» (2011 год) в номинации «Председатель совета директоров: вклад в развитие корпоративного управления»[34]
- Орден «За заслуги перед Отечеством» IV степени (20 апреля 2014 года) — за большой вклад в социально-экономическое развитие страны[35]
- Звание «Заслуженный металлург Российской Федерации» (28 июня 2016 года) — за большой вклад в развитие металлургической промышленности и многолетний добросовестный труд[36]
- Звание «Почётный гражданин Свердловской области» (13 октября 2016 года) — за выдающиеся достижения в экономической сфере жизни общества, способствовавшие укреплению и развитию Свердловской области[37]
- Знак отличия «За заслуги перед Свердловской областью» I степени (20 марта 2019 года)— за особые заслуги и выдающиеся достижения в сфере социально-экономического развития Свердловской области[38]
- Звание «Почётный гражданин Екатеринбурга» (7 августа 2019 года) — за выдающиеся заслуги, получившие широкое общественное признание в городе и за его пределами[39]
- Лауреат Демидовской премии (2020 год) в номинации «Новые технологии»[40]
- Орден «За заслуги перед Отечеством» III степени (25 октября 2021 года) — за большой вклад в развитие отечественного транспортного машиностроения и многолетнюю добросовестную работу[41]

## Публикации
- Пумпянский Д. А. Упрочняющая обработка высокопрочных титановых сплавов // диссертация на соискание ученой степени кандидата технических наук / Екатеринбург, 2001.
- Пумпянский Д. А. Корпоративное управление в России. // Издательство ACADEMIA — «Рандеву-АМ», 2002.
- Пумпянский Д. А. Трубная промышленность в условиях развития открытой экономики // В кн.: На пути к цивилизованному рыночному хозяйству. Издание 2-е, дополненное. М.: ИСПИ РАН, ФПУ «Научная перспектива». 2003.
- Пумпянский Д. А. Фондовый рынок в России. // М.: Издательство ACADEMIA — «Рандеву-АМ», 2003.
- Пумпянский Д. А. Проблемы конкурентного развития трубного рынка // Екатеринбург, 2004. Серия «Научные доклады» / Российская академия наук, Уральское отделение, Институт экономики (препринт).
- Интеграция в мировой экономике. Под общей редакцией Дмитрия Пумпянского. М., 2004. Серия «Международная экономика и право» / Федеральный аналитический центр.
- Пумпянский Д. А., Ткаченко И. Н. Исследование системы корпоративного управления компании: опыт проведения мониторинга деятельности совета директоров // Екатеринбург, 2005. Серия «Научные доклады» / Российская академия наук, Уральское отделение, Институт экономики (препринт).
- Пумпянский Д. А. Реструктуризация как фактор повышения конкурентных преимуществ трубной компании // Екатеринбург, 2005. Серия «Научные доклады» / Российская академия наук, Уральское отделение, Институт экономики (препринт).
- Пумпянский Д. А. Развитие конкурентных преимуществ корпоративных структур: теория, методология, практика. М.: Экономика, 2005.
- Пумпянский Д. А. Формирование и развитие конкурентных преимуществ интегрированных структур в условиях глобализации // диссертация на соискание ученой степени доктора экономических наук / Институт экономики Уральского отделения Российской академии наук. Екатеринбург, 2007.

## Семья
- Пумпянская Галина Евгеньевна — жена, председатель попечительского совета Благотворительного фонда «Синара». Находится под санкциями ЕС с 9 марта 2022 года.[42]
- Пумпянский Александр Дмитриевич — сын (род. 16 мая 1987 года, Екатеринбург), председатель совета директоров Группы Синара. В 2008 году окончил Женевский университет по специальности «Управление предприятием», в 2012-м получил сертификат финансового аналитика CFA, в 2014 году стал главой комитета по стратегии и корпоративному развитию и заместителем председателя совета директоров СКБ-банка, вошел в совет директоров «Группы Синара», в 2015-м получил степень магистра по экономике в Женевском университете, в 2016 году избран председателем совета директоров СКБ-банка[43], вошел в совет директоров TMK Steel Holding Limited, в 2019-м избран председателем совета директоров Группы Синара[44]. В марте 2022 года покинул совет директоров Группы Синара. Находился под санкциями ЕС с 9 марта 2022 года, 29 ноября 2023 года исключён из санкционного списка по решению суда ЕС[42][45][46], а в марте 2024 года Совет снова включил его в список санкций, на этот раз на основе слегка изменённого критерия. Гражданин России и Швейцарии [47].